# Rafeiro de l'Alentejo
Pour les articles homonymes, voir Alentejo (homonymie).
Le rafeiro de l'Alentejo (rafeiro do Alentejo en portugais), également appelé mâtin de l'Alentejo et mastiff de l'Alentejo est une race de chiens originaire du Portugal. Le rafeiro de l'Alentejo s'est adapté aux rudes conditions climatiques des plaines de l'Alentejo, très chaudes en été, froides en hiver. La race est très rare en dehors du Portugal.
Le rafeiro de l'Alentejo est un chien de montagne de grande taille, au poil court ou mi-long, à la tête rappelant celle de l'ours. La robe portant toujours des marques blanches est jaune, fauve, gris-loup ou noir avec ou sans bringeures.
Le rafeiro de l'Alentejo est utilisé comme chien de berger pour la protection des troupeaux. C'est à présent un excellent chien de garde.

## Historique

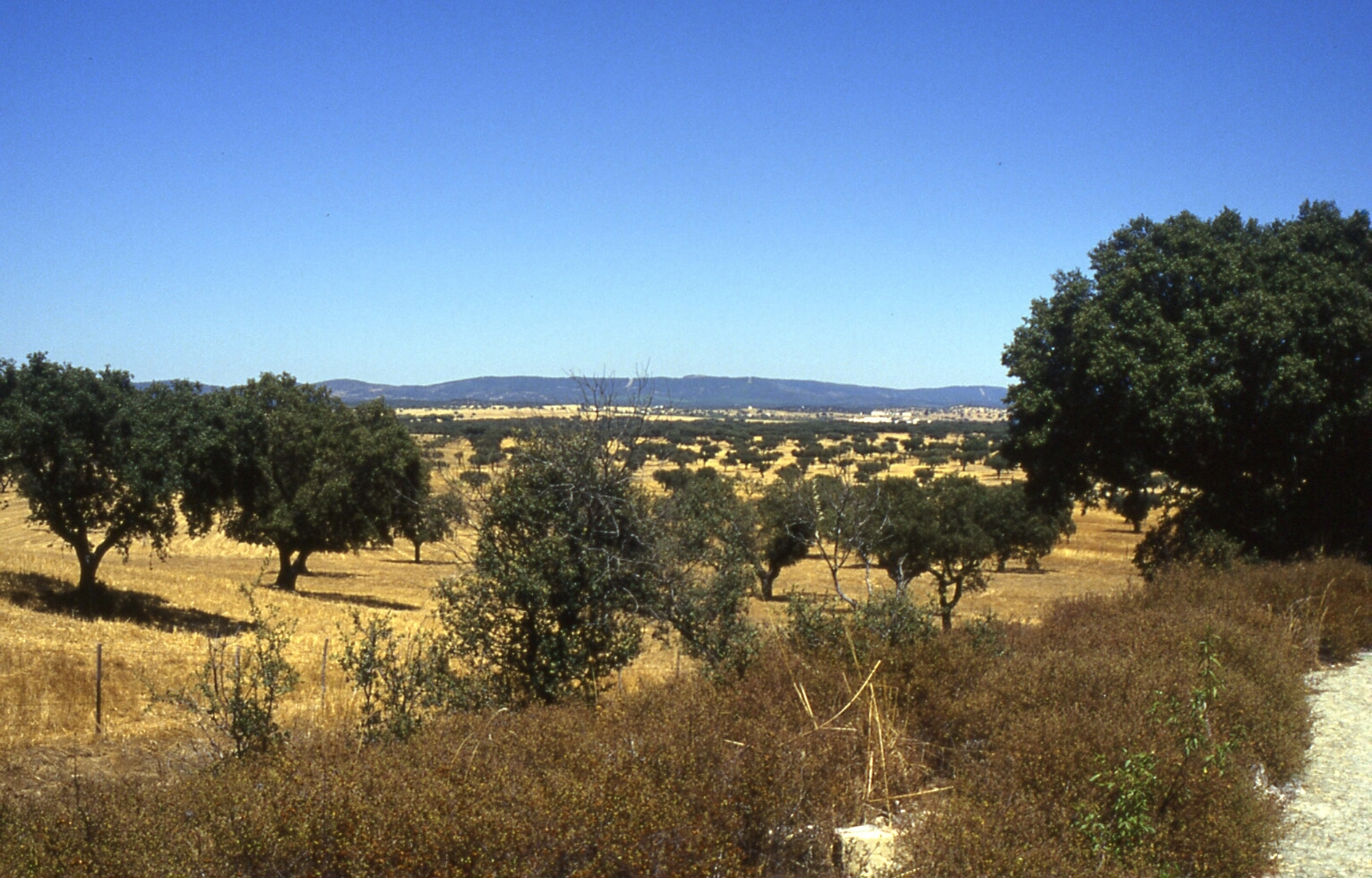
L'Alentejo, berceau de la race.

Le rafeiro de l'Alentejo est une race d'origine ancienne, qui a été sélectionnée au cours des siècles dans la région aride et chaude d'Évora dans les plaines de l'Alentejo au Portugal. Elle serait apparentée au mâtin espagnol. Utilisé comme chien de chasse, le rafeiro de l'Alentejo est surtout un chien de berger utilisé traditionnellement au Portugal pour la garde des troupeaux. Chien rustique, il se nourrissait alors de sa chasse et de restes. Les effectifs de la race ont décru et ne doivent leur survie qu'au travail de quelques éleveurs passionnés soutenu par l'université d'Évora.
Le rafeiro de l'Alentejo est pratiquement introuvable en dehors du Portugal. En 2010, avec 156 inscriptions au livre des origines portugais (LOP), le rafeiro de l'Alentejo représente la 7e race portugaise la plus populaire sur les douze reconnues. En 2012, aucune inscription n'a été effectuée au livre des origines français (LOF) pour le rafeiro de l'Alentejo.

## Standard

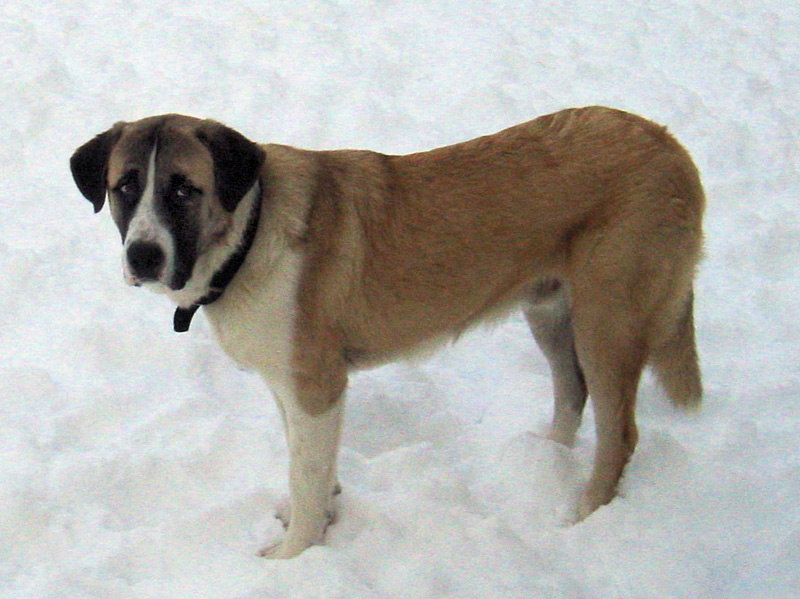
Un rafeiro de l'Alentejo mâle.

Le rafeiro de l'Alentejo est un chien de montagne de grande taille, d'aspect nonchalant et puissant. Le corps bien musclé est plus long que haut, sans être longiligne. Attachée à hauteur moyenne, la longue queue, épaisse à la base, est légèrement incurvée ou recourbée à l’extrémité. Au repos, elle est portée tombante et atteint au moins le jarret. Les membres sont forts, écartés et d'aplomb. Les allures sont pesantes, lentes et ondulantes.
La tête volumineuse presque massive se rapproche de celle d’un ours et de profil, elle est légèrement convexe. Les yeux de petite taille sont de forme elliptique et de couleur marron foncée de préférence. Attachées à mi-hauteur, les oreilles peu mobiles sont petites, repliées et tombantes. L'attache est étroite. De forme triangulaire arrondie à l'extrémité, la longueur de l'oreille est égale ou légèrement supérieure à la largeur.
Le poil est court ou mi-long de préférence, épais, lisse et dense. La robe peut être noire, gris-loup (louvet), fauve ou jaune, bringée ou non, toujours avec des marques blanches.

## Caractère
Le standard de la Fédération cynologique internationale décrit le rafeiro de l'Alentejo comme vigilant, calme, confiant, ni agressif ni timide, naturellement doué pour la garde. C'est un chien doux et docile avec sa famille, menaçant envers les étrangers. L'éducation doit être ferme et douce, toute brutalité étant à proscrire.

## Longévité
Le record de longévité est détenu par un Berger de l'Alentejo portugais nommé Bobi, né le 11 mai 1992 et mort le 21 octobre 2023 à 31 ans et 165 jours, soit 11 478 jours.

## Utilité
Le rafeiro de l'Alentejo est un chien de berger utilisé historiquement pour la garde des troupeaux, notamment la nuit,,. Il était également présent lors des transhumances. Le rafeiro de l'Alentejo est un excellent chien de garde dont l'aboiement porte à distance. Dans sa région d'origine, c'est le gardien des habitations et des entreprises.